# Serviço Aéreo da Rússia Imperial
O Serviço Aéreo da Rússia Imperial foi o ramo aéreo das Forças Armadas do Império Russo até 1917, quando o mesmo deixou de existir. Fundado em 1912, existiu durante apenas 5 anos. Prestou serviço durante a Primeira Guerra Mundial e, depois do início da Guerra Civil Russa, o que restou dele foi dividido entre as forças soviéticas e o Exército Branco.

## Aeronaves usadas[1]
- Ansalto A 1 Balilla
- Avro 504
- Bleriot XI
- Caudron G.4
- Farman MF.11 Shorthorn
- Lebed Type XII
- LVG B
- LVG C.V
- Morane-Saulnier Type N
- Nieuport 11
- Nieuport 12
- Nieuport 17
- Nieuport 27
- Salmson 2
- Sikorsky Ilya Mourometz
- Sikorsky S-16
- Sopwith Strutter
- Sopwith Camel
- Sopwith Pup
- Sopwith Triplano
- SPAD S.A
- SPAD S.VII
- SPAD S.XI
- SPAD S.XII
- SPAD S.XIII
- Voisin Type 5